# Digitaria brunoana
Digitaria brunoana là một loài thực vật có hoa trong họ Hòa thảo. Loài này được Raimondo mô tả khoa học đầu tiên năm 1988.